# Аглуоненское староство
Аглуоне́нское староство (лит. Agluonėnų seniūnija) — одно из 11 староств Клайпедского района Литвы. Административный центр — местечко Аглуоненай.

## География
Расположено в западной части Литвы, в Приморской низменности побережья Балтийского моря. По территории староства протекают следующие реки: Аглуона, Шалтинис, Шака, Пиктварде, Даубуте, Груоде, Шилупис, Рукопис. Наиболее крупными лесами являются: Ажпурвяйский, Бобесский, Жидяляйский. В южной части деревни Аглуоненай расположено одноимённое водохранилище.

## Население
Аглуоненское староство включает в себя 12 деревень.